# Lithophane fuscolilacina
Lithophane fuscolilacina är en fjärilsart som beskrevs av Embrik Strand 1921. 
Lithophane fuscolilacina ingår i släktet Lithophane, och familjen nattflyn. Inga underarter finns listade i Catalogue of Life.